# Langblättriges Laichkraut
Das Langblättrige Laichkraut (Potamogeton praelongus) ist eine Wasserpflanzenart aus der Familie der Laichkrautgewächse (Potamogetonaceae).

## Beschreibung
Das Langblättrige Laichkraut ist eine ausdauernde, krautige Pflanze und erreicht eine Länge von bis zu 0,8 bis 3 Meter, der Stängel ist im Querschnitt oval bis rund. Die ungestielten Blätter liegen unter Wasser und sind spiralförmig angeordnet. Sie sind schmal eiförmig-lanzettlich, am Ansatz rund und umfassen den Stängel scheidig, der Rand ist glatt und ganzrandig, die Blattspitze abgerundet bis stumpf. Schwimmblätter fehlen. Die Mittelrippe steht deutlich hervor, die Seitenrippen sind feinmaschig miteinander verbunden. Die 3 bis 8,1 Zentimeter langen, faserigen Nebenblätter sind linealisch-lanzettlich, weißlich bis grün, dauerhaft und seitlich eingerollt.
Blütezeit ist Juni bis Juli, der Blütenstand ist eine über der Wasseroberfläche stehende, unverzweigte Ähre, sie ist zylindrisch und 3,4 bis 7,5 Zentimeter lang. Das Langblättrige Laichkraut ist windbestäubend und die Blüten sind kronblattlos. Zum Schutz der Fortpflanzungsorgane entwickeln sich jedoch an den Konnektiven der Staubbeutel grünliche Anhängsel, die einer vierblättrigen Blütenkrone ähneln. Die Blütenstandsachsen sind achselbürtig oder endständig und erreichen eine Länge von 9,5 bis 53 Zentimeter.
Die Früchte sind ungestielte Nüsschen (Sammelsteinfrucht). Sie sind grünbraun, umgekehrt eiförmig, achsabgewandt stets sowie gelegentlich seitlich gekielt, 4 bis 5,7 Millimeter lang und 3,2 bis 4 Millimeter breit.
Die Chromosomenzahl beträgt 2n = 52.

## Verbreitung

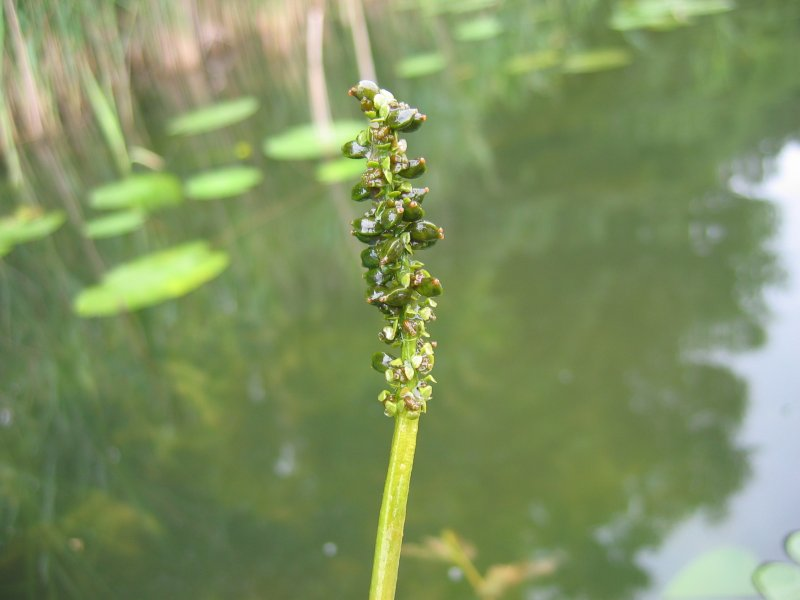
Ährenblütenstand des Langblättrigen Laichkrauts

Das Langblättrige Laichkraut ist weitverbreitet, es findet sich in den gemäßigten Zonen Eurasiens wie auch in Nordamerika (Grönland bis Mexiko) von der Küste bis 3000 Meter Meereshöhe in tiefen, pH-neutralen bis alkalischen Seen und Fließgewässern. Es ist eine Charakterart des Potamogetonetum filiformis aus dem Verband Potamogetonion, kommt aber auch in Gesellschaften des Verbands Ranunculion fluitantis vor. Es gedeiht in 50–300 Zentimetern Wassertiefe.
In den Allgäuer Alpen steigt es im Vorarlberger Teil im Kalbelesee am Hochtannbergpass bis zu 1660 Metern Meereshöhe auf. Im Bregenzerwaldgebirge kommt es im auch im Sünser See auf 1810 Metern Meereshöhe vor.
In vielen europäischen Ländern sind ihre Bestände stark zurückgegangen (Großbritannien um 25 %, Frankreich um 30 %, Deutschland um 60 %, Tschechien um 90 %), Gründe für das zunehmende Verschwinden der Art ist vor allem die zunehmende Eutrophierung der Gewässer.